# Junta governativa amazonense de 1930
A Junta governativa amazonense de 1930 foi um triunvirato, formado por:
- José Cardoso Ramalho Júnior, coronel
- José Alves de Sousa Brasil
- Francisco Pereira da Silva.

A Junta governou o estado de 24 de outubro a 1 de novembro de 1930.